# Mogollon

Estensione della cultura mogollon.

I mogollon furono un'antica popolazione americana diffusa dal 300 a.C. al 1300 d.C.
Devono il loro nome ai monti Mogollón, così chiamati in onore di Juan Ignacio Flores Mogollón, governatore del Vicereame della Nuova Spagna dal 1712 al 1715. Tale nome fu scelto e definito nel 1936 dall'archeologo Emil Haury.

## Storia
Vivevano sulle montagne in particolari costruzioni fatte di fango e legno, occupavano anche parte del sottosuolo dando un calore maggiore all'abitazione.
La popolazione era estesa tra il Nuovo Messico e l'Arizona, vivevano di agricoltura coltivando mais, zucche, fagioli e tabacco; erano dediti anche alla caccia e non avevano animali da condurre al pascolo, data l'inesistenza in tutto il nord e centro America di grossi erbivori addomesticabili. 
Si racconta poi che fossero uno dei primi popoli a forgiare stoviglie; si dedicavano anche a decorazioni dei loro prodotti artigianali, nel periodo tardo le loro lavorazioni con argilla erano notevoli. Dipingevano utilizzando colori presi da estratti di piante secche che venivano applicati con un pennello tratto dalla yucca.
Famosa era la loro abilità nel creare raffigurazioni su vasi, essi ritraevano la natura e tutto ciò che osservavano, avevano sviluppato una rudimentale tecnica di scrittura quasi animata: dividevano una storia, fra i casi più noti quella di una vita di coppia in diverse figure disegnate in più vasi che mostravano l'intera opera una volta messi uno vicino all'altro. Tecnica utilizzata soprattutto dai nativi del fiume Mimbres.
La popolazione si estinse fra il 1200 ed il 1400.